# Territorio Antártico Británico
Territorio Antártico Británico (en inglés British Antarctic Territory o BAT) es la denominación que en el Reino Unido se aplica al sector de la Antártida sobre el que dicho país reclama soberanía y al que otorga la consideración jurídica de territorio británico de ultramar desde el 3 de marzo de 1962. El reclamo abarca todas las tierras al sur del paralelo 60°S, entre los meridianos 20°O y 80°O con vértice en el polo sur y con una superficie aproximada de 1 709 400 km². El territorio incluye parte de la Tierra de Coats, la península Antártica, las islas Orcadas del Sur, las Shetland del Sur, la isla Alejandro I, entre muchas otras y está habitado por el personal de investigación y apoyo del British Antarctic Survey, además del personal de las bases de otras naciones, pero no por población nativa.
Esta reclamación se superpone parcialmente con el área reclamada por Chile (Territorio Chileno Antártico) y totalmente con la reclamada por Argentina (Antártida Argentina), países que no reconocen la reclamación británica. Argentina tiene un asentamiento permanente en el territorio desde 1904, la base Orcadas. Australia y Nueva Zelanda, ambos miembros de la Mancomunidad de Naciones junto al Reino Unido, reconocen al Territorio Antártico Británico, y recíprocamente, el Reino Unido reconoce sus respectivas reclamaciones sobre el continente. También Francia y Noruega han expresamente reconocido la reclamación británica.

## Historia

### Tomas de posesión

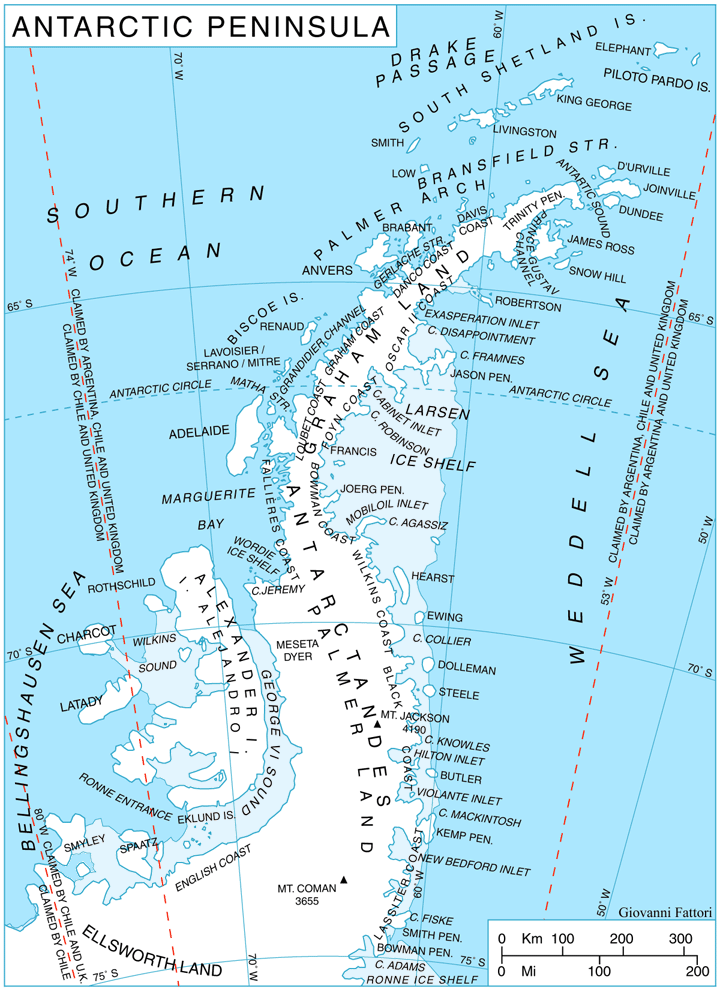
La península antártica, parte del Territorio Antártico Británico.

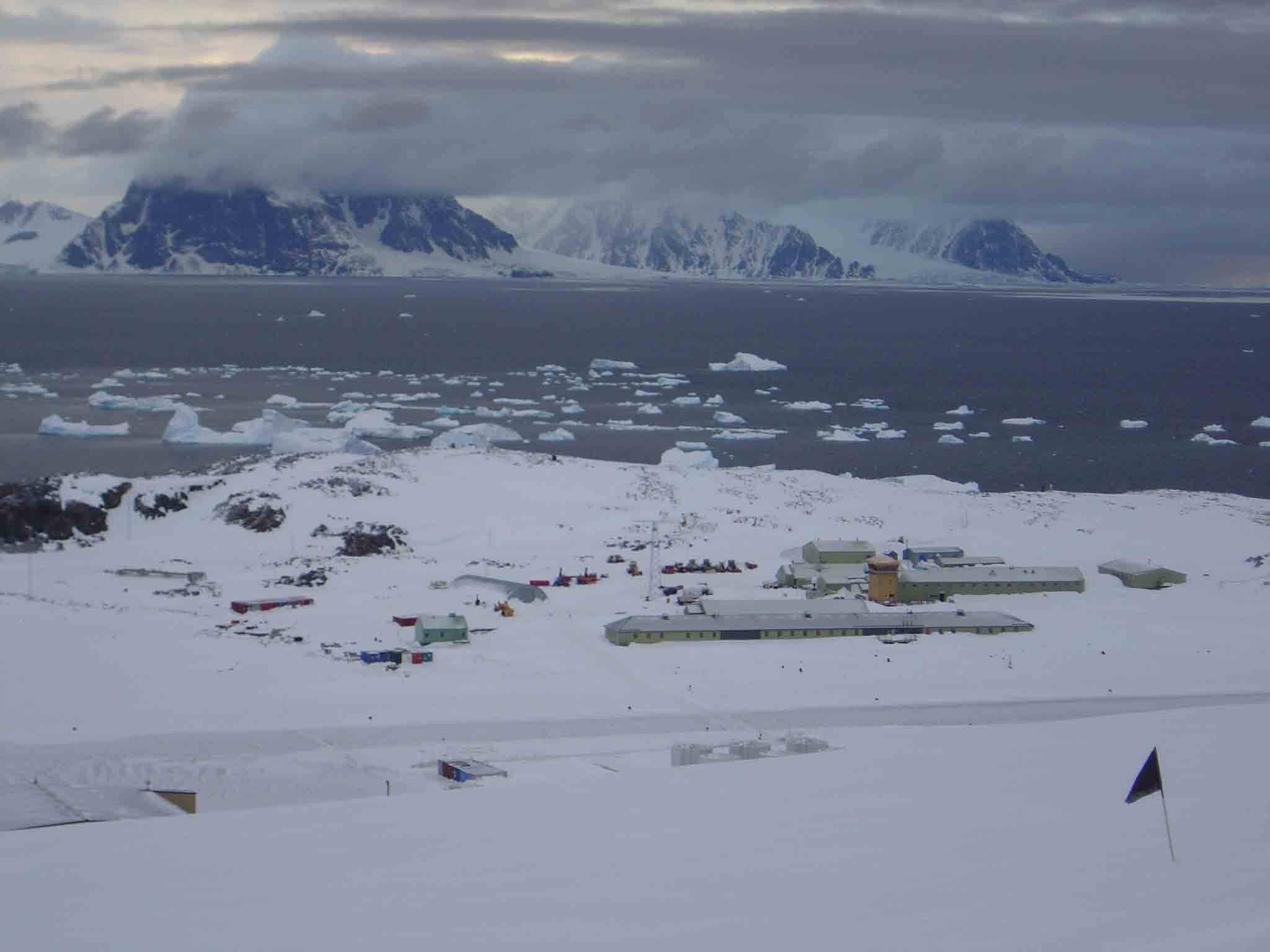
Base Rothera.

Antes de la formal constitución de la reclamación británica en este sector de la Antártida en 1908 marinos británicos hicieron 6 tomas de posesión y proclamaciones en el área que luego sirvieron para que el Reino Unido reclamara títulos de soberanía en la región. El inglés William Smith mientras navegaba en el bergantín mercantil Williams de Buenos Aires a Valparaíso, navegó mucho más al sur del cabo de Hornos intentando captar vientos favorables. El 19 de febrero de 1819 observó sin desembarcar una nueva tierra a 62° Oeste, probablemente el extremo nordeste de la isla Livingston, que se conoce como punta Williams. Smith fue el primero que descubrió en forma confirmada y documentada las tierras antárticas y en otro viaje tomó posesión de las islas Shetland del Sur a nombre del rey Jorge III desembarcando en la isla Rey Jorge el 16 de octubre de 1819, llamándolas New South Britain. Edward Bransfield, acompañado por William Smith, el 16 de enero de 1820 tomó posesión formal de la isla Rey Jorge a nombre del rey Jorge III (fallecido 13 días después) y el 4 de febrero lo hizo de la isla Clarence. 
El Gobierno británico atribuye a George Powell el descubrimiento de las islas Orcadas del Sur y la toma de posesión para el Reino Unido el 7 de diciembre de 1821 a nombre del rey Jorge IV en la isla Coronación. El 17 de enero de 1829 el capitán Henry Foster del HMS Chanticleer desembarcó en la isla Hoseason en la costa occidental de la Tierra de Graham, depositando un cilindro de cobre con su toma de posesión a nombre de Jorge IV. El 21 de febrero de 1832 el capitán británico John Biscoe del Tula desembarcó en la bahía Biscoe de la isla Anvers del archipiélago Palmer, creyéndola parte de la Tierra de Graham, tomando posesión formal en nombre del rey Guillermo IV del Reino Unido y denominándola Graham Land. El 6 de enero de 1843 el capitán James Clark Ross con los barcos HMS Erebus y HMS Terror tomó posesión de la isla Cockburn junto con sus tierras contiguas a nombre de la Corona británica.

### Organización jurídica del territorio
Respondiendo a una consulta que le realizó el Gobierno de Noruega en 1905 sobre la soberanía de las áreas ubicadas entre los 35° y 80° oeste y los 45° y 65° sur, el Reino Unido respondió que las áreas antárticas entre los meridianos 35° y 80° O eran posesiones británicas basadas en descubrimientos y que los balleneros noruegos debían dirigirse al gobernador de las Islas Malvinas para los asuntos que necesitasen tratar. En vista de eso, ese gobernador promulgó en 1906 ordenanzas balleneras. Esta fue la primera vez que el Reino Unido explicitó que las tierras antárticas estaban bajo dependencia de ese gobernador colonial.
El 21 de julio de 1908 el Reino Unido promulgó una Carta Patente Real extendiendo las Dependencias de las islas Malvinas para incorporar las islas Sandwich del Sur y la Tierra de Graham, constituyendo formalmente las Dependencias de la Colonia de las islas Malvinas. Los territorios que constituían las Dependencias de las islas Malvinas fueron listados por la patente real como:

Visto que los grupos de islas conocidas como Georgia del Sur, las Orcadas del Sur, las Shetlands del Sur y las Islas Sandwich y el territorio conocido como Tierra de Graham, situado en el océano Atlántico Sur al sur del paralelo 50° de latitud sur y entre los 20° y 80° de longitud oeste, son parte de nuestros dominios, y es conveniente que se establezca una disposición para su gobierno como dependencias de nuestra colonia de las Malvinas (...)

Al promulgar esa carta patente el Reino Unido reclamó el dominio de todas las tierras ubicadas al sur del paralelo 50° S, entre los 20° y 80° longitud Oeste de Greenwich con vértice en el polo sur. Como esa definición incluía la parte austral de América del Sur (partes de Chile y de Argentina), se promulgó una nueva cartas patente el 28 de marzo de 1917, esta vez excluyendo la zona al oeste del meridiano 50° O al norte del paralelo 58° S.

(...) se considerará que las dependencias de nuestra mencionada colonia incluyen y han incluido todas las islas y territorios entre el grado 20 de longitud oeste y el grado 50 de longitud oeste que se encuentran al sur del paralelo 50° de latitud sur; y todas las islas y territorios entre el grado 50 de longitud oeste y el grado 80 de longitud oeste, que se encuentran al sur del paralelo 58° de latitud sur.

De esta forma, la Tierra de Graham, las islas Orcadas del Sur y las Shetland del Sur pasaron a ser tres dependencias separadas que formaban parte de las Dependencias de las islas Malvinas, administradas por el gobernador de esas islas, sin que legalmente formaran parte de ellas.

### Ocupación del territorio
En 1943, durante la Segunda Guerra Mundial, el Reino Unido llevó a cabo una operación militar conocida como Operación Tabarin, para proporcionar información meteorológica y de reconocimiento en el Atlántico Sur. Este proyecto militar secreto se volvió civil y se lo renombró como Falkland Islands Dependencies Survey y posteriormente British Antarctic Survey (BAS). El BAS es responsable de la mayoría de la investigación científica del Reino Unido en la Antártida. En 1949 Argentina, Chile y el Reino Unido firmaron una Declaración Naval Tripartita comprometiéndose a no enviar buques de guerra al sur del paralelo 60° Sur, que fue renovada anualmente hasta 1961. Esta declaración tripartita fue firmada tras la tensión generada cuando Argentina envió a la Antártida en febrero de 1948 una flota de 8 buques de guerra. El 1 de febrero de 1952 se produjo el Incidente de la Bahía Esperanza cuando militares argentinos hicieron disparos de advertencia sobre un grupo de británicos. La respuesta del Reino Unido fue enviar un buque de guerra que desembarcó el 4 de febrero infantes de marina en el lugar. El 17 de enero de 1953 Argentina inauguró en la isla Decepción el refugio Teniente Lasala, quedando en él un sargento y un cabo de la Armada Argentina. El 15 de febrero, en el incidente de la Isla Decepción, desembarcaron 32 royal marines de la fragata británica HMS Snipe armados con ametralladoras Sten, rifles y gas lacrimógeno apresando a los dos marinos argentinos. El refugio argentino y un cercano refugio chileno deshabitado fueron destruidos y los marinos argentinos fueron entregados a un barco de ese país el 18 de febrero en las islas Georgias del Sur. Un destacamento británico permaneció tres meses en la isla mientras la fragata patrulló sus aguas hasta abril.
En la década de 1950 se negoció un tratado de desmilitarización de la región, que posibilitara retener a la Antártida para fines pacíficos y de investigación. El Tratado Antártico fue firmado el 1 de diciembre de 1959 y entró en vigencia el 23 de junio de 1961. En respuesta, el Reino Unido separó de las Dependencias de las islas Malvinas todo el territorio que reclamaba por debajo de los 60 °S, que quedó afectado por el Tratado Antártico, y creó con él el Territorio Antártico Británico por una orden en Consejo del 3 de marzo de 1962.
El 4 de mayo de 1955 el Reino Unido presentó dos demandas, contra Argentina y Chile respectivamente, ante la Corte Internacional de Justicia para que esta declarara la invalidez de las reclamaciones de soberanía de los dos países sobre áreas antárticas y subantárticas. 
Ese mismo día 4 de mayo de 1955, el ministro de Relaciones Exteriores argentino, al ocuparse del valor legal de la Carta patente, esgrimida con monótona insistencia por Reino Unido, juzgándolas a título de instrumento probatorio de soberanía, como:

(...) actos o medidas totalmente ineficaces, dado su carácter de documento unilateral inofensivo, huérfano hasta de un repudio por parte del Ejecutivo Argentino.

Las islas Malvinas, así como las tierras que se encuentran en nuestro sector antártico son argentinas, al igual que las Georgias del Sur y las Sandwich del Sur.

El 15 de julio de 1955 el Gobierno chileno rechazó la jurisdicción de la Corte en ese caso y el 1 de agosto lo hizo también el Gobierno argentino, por lo que el 16 de marzo de 1956 las demandas fueron archivadas.
En 2008, como parte de las celebraciones por el centenario de la reclamación británica, el Territorio Antártico Británico emitió su primera moneda de curso legal.
El 18 de diciembre de 2012 el Foreign and Commonwealth Office anunció que como parte de la conmemoración por el 60 aniversario del reinado de Isabel II decidió llamar Tierra de la Reina Isabel (Queen Elizabeth Land) al territorio de 437 000 km² ubicado en el vértice sur de la reclamación británica en la Antártida, al que no daba ningún nombre. El área limita al noroeste con la Tierra de Coats, al norte con la barrera de hielo Filchner-Ronne y al noreste con la corriente de hielo Rutford. La parte norte de esta zona es conocida por otros países como Tierra de Edith Ronne.

## Administración del Territorio Antártico Británico
El Territorio Antártico Británico es administrado por el Foreign and Commonwealth Office (FCO). Un comisionado es nombrado para el territorio, quien es siempre el jefe del Overseas Territories Department, perteneciente al FCO. Hasta julio de 1989 el Territorio fue administrado por el alto comisionado residente en las islas Malvinas, pero desde entonces el puesto de comisionado ha estado en manos del jefe del Departamento del Atlántico Sur y la Antártida del Foreign and Commonwealth Office en Londres y el de administrador por el jefe de la sección de Regiones Polares de ese departamento.
El territorio un conjunto de leyes, y administraciones legales y postales. Debido a las disposiciones del Tratado Antártico, las leyes británicas no son cumplidas por las demás naciones que mantienen bases en el área reclamada por el Reino Unido. Se mantiene auto financiado por la venta de sellos postales e impuestos.
Para efectos de la nacionalidad británica, aquellos que posean conexión con el territorio pueden obtener la ciudadanía de los territorios británicos de ultramar (BOTC). Además, desde British Overseas Territories Act 2002 en vigor desde el 21 de mayo de 2002, la BOTC también confiere la ciudadanía británica.

## Investigación
El British Antarctic Survey tiene dos estaciones de investigación con personal permanente en el territorio:
- Halley Research Station
- Rothera Research Station

La base Signy fue operada desde 1947 hasta 1996 y ahora tiene solo personal en el verano. Hay además otras dos instalaciones de verano, la Base Fossil Bluff y el Aeródromo Sky Blu. 
La base Faraday fue mantenida hasta 1996 cuando fue entregada a Ucrania y rebautizada Akademik Vernadsky Station.
Desde 1996 la base histórica de Puerto Lockroy en la isla Goudier es dotada durante el verano antártico por el Reino Unido como Patrimonio Antártico. Recibe alrededor de 10 000 visitantes al año, por lo que es uno de los sitios más visitados del continente. Los visitantes pueden recorrer el museo, comprar recuerdos y sellos postales, y ver la gran colonia de pingüinos gentoo.

## Geografía

### Topografía

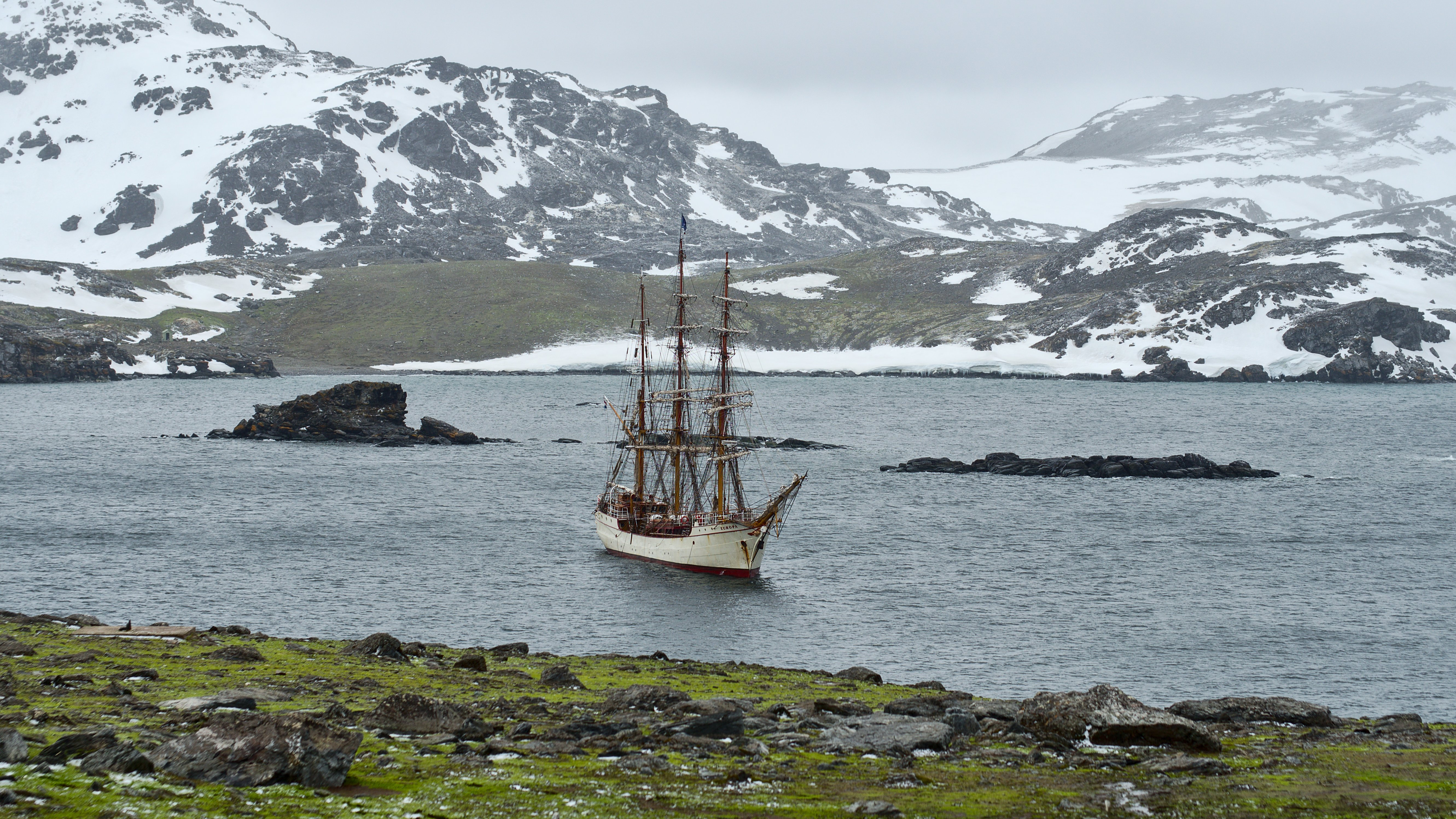
Islas Orcadas del Sur

La reclamación del Territorio Antártico Británico incluye la península Antártica, las islas Shetland del Sur, las islas Orcadas del Sur y otras numerosas islas de alta mar, la plataforma de hielo de Ronne (mar de Weddell), partes de Coats Land. Un triángulo de 437 000 km² de la Antártida central que converge en el Polo Sur fue nombrado por el Gobierno británico «Tierra de la Reina Isabel» en diciembre de 2012, en honor del Jubileo de Diamantes de Isabel II.
Más del 99 % de la superficie terrestre del territorio está cubierta por una capa de hielo permanente de hasta unos 5000 metros de espesor. Se cree que el pico más alto es el monte Jackson, en la península Antártica, con 3184 metros (10 446 pies). Sin embargo, en 2017 se calculó que el monte Hope (Esperanza) era más alto con 3239 metros.

### Vegetación
Hay muy pocas plantas en el área del Territorio Antártico Británico; la mayoría de ellas son musgos y líquenes, pero también hay dos plantas con flores: la hierba capilar antártica y la hierba perla antártica.

### Vida silvestre
Muchas especies de aves, incluidas siete especies de pingüinos, se reproducen en esta área. El Territorio Antártico Británico también es el hogar de seis especies de focas.

## Sellos postales
A pesar de la falta de habitantes permanentes, el Territorio Antártico Británico emite sus propios sellos postales. Aunque algunos sean realmente utilizados por los turistas visitantes y residentes científicos, la mayor parte se venden en el exterior a coleccionistas. La primera versión se produjo en 1963, una serie grabada con 15 valores que van desde ½ hasta una libra esterlina, con un retrato de la reina Isabel II con vistas a varias escenas de la actividad humana en la Antártida.